# Mănăstirea Vodița
Vodița este o mănăstire situată pe valea râului Vodița (la aproximativ 1 km în amonte de gura de vărsare în Dunăre), la circa 15 km vest de Drobeta-Turnu Severin, județul Mehedinți. Este printre primele mănăstiri atestate documentar din Țara Românească, fiind ridicată pe cheltuiala voievodului Vladislav I (Vlaicu Vodă), la sugestia și prin efortul călugărului Nicodim.

## Istoric
Cel mai probabil a fost ridicată în perioada dintre 1369 (când Nicodim a ajuns în Țara Românească) și 1374 , când este menționat pentru prima dată acest locaș de cult într-un document emis de Vladislav I:
Pentru că eu, cel întru Hristos Dumnezeu, binecredinciosul voievod Vladislav, din mila lui Dumnezeu, domn a toată Ungrovlahia, am binevoit, după îndemnul lui Dumnezeu, să ridic o mănăstire la Vodița în numele marelui și purtătorului de Dumnezeu Andonie, ascultând pe cinstitul între călugări Nicodim, de asemenea și cu cheltuiala și cu daruri de la domnia mea, iar cu munca lui kir Nicodim, și a fraților lui, am zidit și am zugrăvit.

### Reconstruirea (1) din 1689
Ansamblul mănăstirii a fost reconstruit în 1689 de către boierul Cornea Brăiloiu, mare agă în timpul domniilor lui Șerban Cantacuzino și Constantin Brâncoveanu, așa cum reiese dintr-un document din 15 iunie 1689.
În urma războiului austro-turc încheiat cu Pacea de la Passarowitz din anul 1718, Mănăstirea Vodița a suferit mari distrugeri și a intrat într-o perioadă de decădere. În secolul al XIX-lea, clădirile fostei mănăstiri erau deja în ruină.

### Reconstruirea (2) din 1991
La propunerea fundației „Societatea Vodița”, constituită în 1990, Sfântul Sinod al Bisericii Ortodoxe Române a aprobat în ianuarie 1991 reînființarea Mănăstirii Vodița. În perioada 1991-1995 s-a construit un impunător corp de chilii, în care se află și stăreția și trapeza mănăstirii. Noua biserică, din lemn, a fost sfințită la 29 iulie 2001 de către IPS Teofan, Mitropolitul Olteniei.

## Arhitectură
Biserica inițială a mănăstirii este probabil primul monument al arhitecturii sacrale românești ridicat pe plan triconc. Acest așa-numit tip Vodița I s-a păstrat doar prin fundamente. Vlaicu Vodă a ctitorit în 1370-1375 o nouă biserică (monument istoric, cod LMI: MH-II-m-A-10437.01), al cărei sistem de boltire este susținut de pilaștri aflați de o parte și de alta a absidelor laterale. Acest tip, numit Vodița II, este tot de plan triconc, dar bolta este îngustată de sistemul de susținere. Tipul Vodița II este întâlnit frecvent în arhitectura Țării Românești până în secolul al XVIII-lea.